# 鸭绿江会战

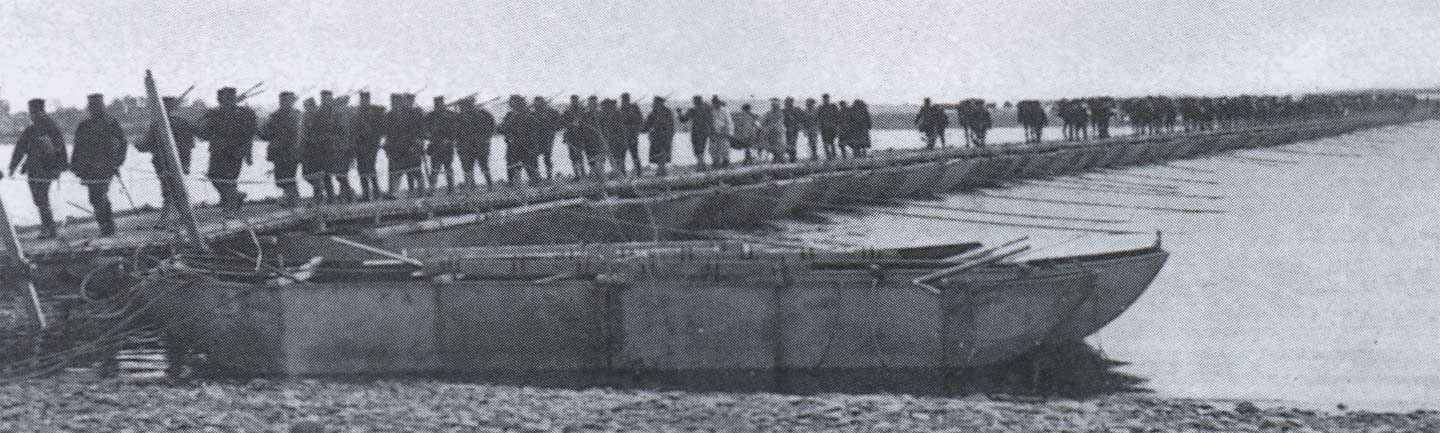
日军渡过鸭绿江

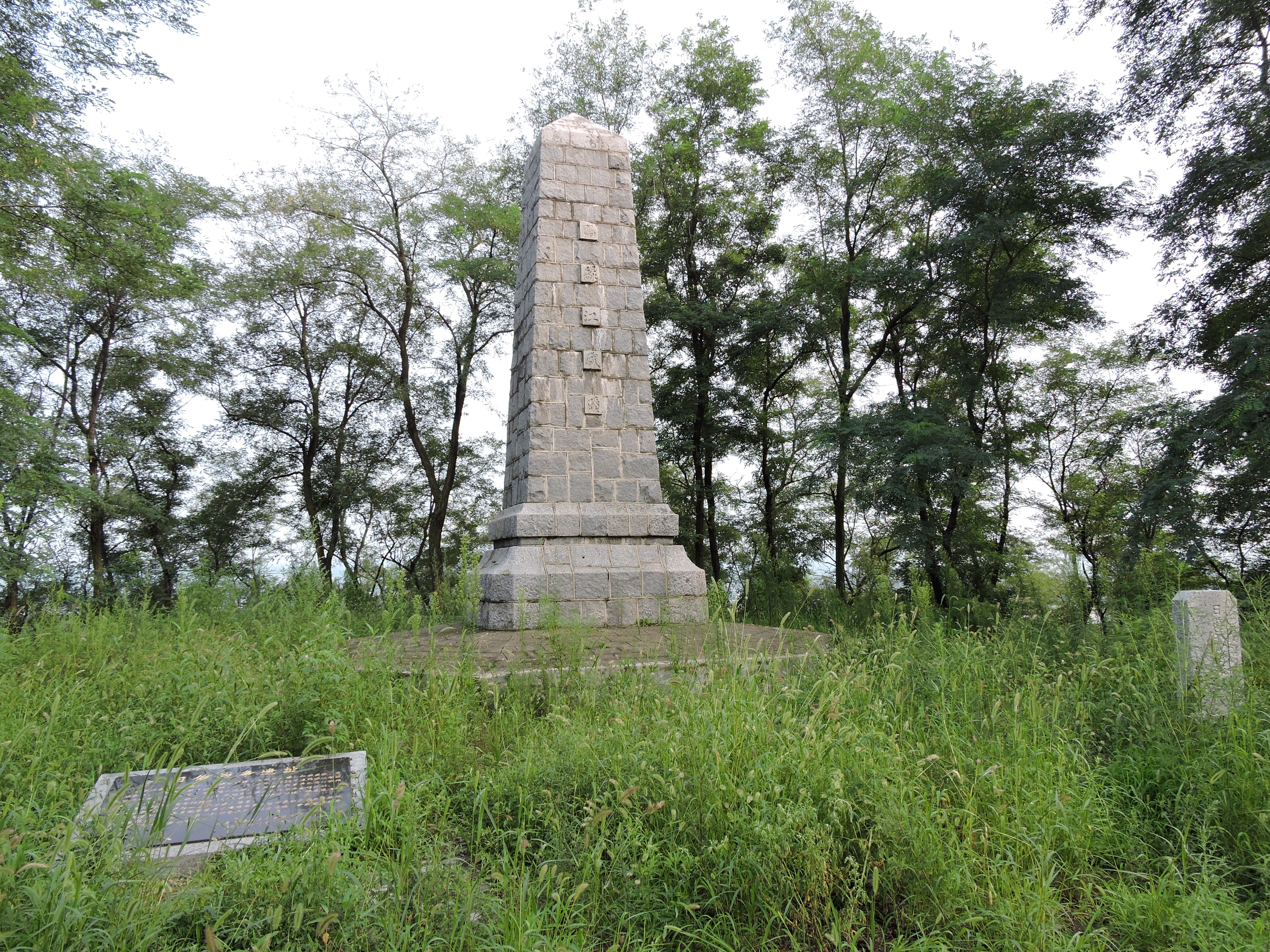
位于九连城的日军鸭绿江战绩纪念碑

鸭绿江战役是日俄战争中两国陆军的初次交锋，这意味着战争主场转移至中国东北。

## 历史
1904年2至3月间，黑木为桢大将指挥的日本第一军从仁川出发，4月中旬推进到鸭绿江边。俄军东满支队的两个师布防于九连城、安东一线。俄军第三师、第六师与从朝鲜撤回的哥萨克骑兵和炮兵集结于鸭绿江对岸。但俄军始终未能知道日军的准确登陆地点。日军为避开俄军正面防线，迷惑俄军，于26日炮击安东及附近的俄军阵地。俄军指挥官扎苏利奇错误地认为，日军将会在沙河镇（今辽宁省丹东市元宝区）渡江，这与日军实际选定的渡江点（九连城地区）相距近10公里。29日，日军冒着炮火强行架桥渡江，5月1日双方在九连城激战，战败的俄军擅自撤退，日军占领九连城。安东俄军害怕被切断退路，被迫退往辽阳方向。日军占领安东和凤城。此次战役日军吸引俄军的注意力，为日军第二军在辽东半岛金州登陆，发动南山会战创造了条件。